# Paquistão nos Jogos Olímpicos de Verão de 2004
Paquistão competiu nos Jogos Olímpicos de Verão de 2004, em Atenas, na Grécia.